# ТЕС Атака (Суец)
ТЕС Атака (Суец) — теплова електростанція на північному сході Єгипту, розташована на південній околиці міста Суец.
У 1985—1987 роках на майданчику станції ввели чотири класичних конденсаційних енергоблоки: два з паровими турбінами Kraftwerk Union потужністю по 150 МВт та два з турбінами Siemens потужністю по 300 МВт.
А у 2016 році на майданчику станції реалізували проект спорудження газотурбінної черги потужністю 640 МВт з чотирма турбінами Siemens типу SGT-2000E.
Для охолодження використовується морська вода.
Як паливо станція використовує природний газ, що надходить по трубопровідному коридору Ель-Тіна – Суец – Айн-Сохна.
Видача продукції відбувається по ЛЕП, що працює під напругою 220 кВ.